# Alatia Marton
Alatia Lee Marton (15 de septiembre de 1894 – 4 de junio de 1972) fue una actriz estadounidense que apareció en alrededor de una docena de cortometrajes de cine mudo entre 1917 y 1918.

## Primeros años y educación
Marton nació en Dallas, Texas, la hija de Henry Marton y Clara Anne Davis Marton (después Arnold). Se graduó de la Dallas High School.

## Carrera
Marton respondió teléfonos en una empresa de cemento cuando era una joven. Fue una de las once ganadoras de un concurso nacional de belleza de la revista Photoplay en 1916. Ganó una prueba de pantalla y viajó a Chicago, Detroit y Nueva York como parte de la gira de publicidad del concurso. Era conocida como una de las "Bathing Beauties" de Mack Sennett.
Marton dejó la industria del cine para casarse en 1918, pero regresó a Los Ángeles más tarde en la vida y estuvo activa en el Women's Guild de la Iglesia de la Ciencia Religiosa en Beverly Hills.

## Filmografía
Todos los créditos de Marton eran en cortometrajes de comedia silenciosa de 1917 y 1918.
- A Toy of Fate (1917)[8][9]
- A Hotel Disgrace (1917)[8][9]
- A Warm Reception (1917)[8][9]
- His Taking Ways (1917)[8][9]
- Pearls and Perils (1917)[10]
- Their Husband (1917, coprotagonizada por Harry Depp)[9][11]
- False to the Finish (1917)[5]
- An Iceman's Bride (1917, protagonizada por Mal St. Clair y Eddie Gribbon)[12]
- His Hidden Shame (1918, protagonizada por Max Asher, Mal St. Clair, y Eddie Gribbon)[13]
- Ruined by a Dumb Waiter (1918)[14]
- The Kitchen Lady (1918)[9]
- Fork Over (1918)

## Vida personal
Marton se casó con Marcus McClellan Plowman en 1918; tuvieron una hija. Su esposo falleció en 1944, su hija murió en 1969 y ella falleció en 1972, a la edad de 77 años, en Dallas.